# Военно-медицинский музей
Военно-медицинский музей — музей медицины России и военно-медицинской службы — хранитель первых медицинских музеев Российской империи и Советского Союза: Мастеровой избы, Хирургического музея Императорской Медико-хирургической академии, Музея Н. И. Пирогова, Военно-санитарного музея, Музея военно-медицинской службы Красной армии, Музея Красного Креста и др. Один из крупнейших медицинских музеев мира и единственный государственный медицинский музей в Российской Федерации. Учреждение, специализирующееся в области военной медицины.
Расположен по адресу: город Санкт-Петербург, Лазаретный переулок, дом 2. Вход со стороны улицы Введенский канал. Новый корпус музея находится в соседнем здании по адресу Введенский канал, дом 6.

## История

### Создание музея
Процесс создания медицинских музеев в России был сложным и длительным. Возникновение первых медицинских музеев в России связано с зарождением и развитием системы медицинского образования. Начальным этапом явилось образование в 1714 году Кунсткамеры, первым руководителем которой был лейб-медик Петра I — Р. Арескин (Эрскин), причем Кунсткамера на десятилетие опередила создание Академии наук и искусств, основанной Петром I в 1724 году. Создание Кунсткамеры считается началом истории отечественных медицинских музеев. В феврале 1721 года по указу Петра I, была построена мастеровая изба, первое в России производство по изготовлению лекарских инструментов (с 1760 года — Петербургская инструментальная фабрика, с 1796 года Петербургский инструментально-хирургический завод, с 1896 года — Завод военно-врачебных заготовлений, с 1922 года — завод «Красногвардеец»). Здесь была собрана большая коллекция образцов производимой продукции, которая составила основу музея объединения «Красногвардеец», хранителем уникальной коллекции которого с 1999 года стал Военно-медицинский музей. Важную роль в становлении медицинских музеев России сыграли анатомические коллекции, которые постепенно стали неотъемлемой частью учебного процесса в госпитальных школах и медико-хирургических училищах.
В 1863 году при Медико-хирургической академии был открыт Хирургический музей, который широко использовался для проведения занятий по хирургии, травматологии, ортопедии, протезированию и десмургии, а также по организации военно-санитарной службы в действующей армии. Во второй половине XIX века в связи с бурным развитием науки, её дифференциацией, прогрессом медицинских научных знаний и практики, в России появляются музеи нового типа — научно-просветительные. 26 октября 1897 г. в Санкт-Петербурге был открыт один из крупнейших в России общественных медицинских музеев — музей Н. И. Пирогова, учредителями которого стали почитатели, объединившиеся в составе Русского хирургического общества имени Н. И. Пирогова, чтобы увековечить память о великом хирурге.
В начале XX века возникла необходимость сохранения бесценного опыта по медицинскому обеспечению русской армии в Русско-японскую войну и в Первую мировую войну в музейных собраниях, и высказывалась идея о создании постоянного Музея военно-санитарного дела, экспозиция которого освещала бы все вопросы организации медицинской помощи раненым и больным на всех этапах боевых действий, от полей сражения до госпиталей тыла. К сожалению, эти пожелания не были реализованы. В 1925 г. был открыт Военно-санитарный музей Красной Армии и Флота. Впоследствии музей потерял самостоятельный статус и был объединен с Хирургическим и Пироговским музеями, а в 1935 г. был расформирован. Необходимость создания музея медицинского профиля стала весьма острой, когда началась Великая Отечественная война 1941—1945 гг., и советские военные медики проделали колоссальный объём работы во время войны. За 1941—1945 гг. в лечебных учреждениях всех наименований было учтено госпитализированных более 22 млн человек . В строй было возвращено 71,7 % раненых и 86,7 % больных солдат и офицеров. В абсолютных показателях по выздоровлении сражаться против врага продолжили свыше 17 млн человек.
Таким образом, собрание Военно-медицинского музея берет свое начало от медицинских экспонатов, привезенных Петром I в Россию в начале XVIII в., коллекций инструментов Мастеровой избы, основанной в 1721 г. Указом Петра I в Санкт-Петербурге на Аптекарском острове для изготовления хирургических инструментов, Хирургического музея при Медико-хирургической академии, Музея хирургического общества им. Н. И. Пирогова, Музея военно-медицинской службы Красной Армии, Военно-санитарного музея Красной Армии и Флота и др. Как и во времена петровских реформ первой половины XVIII в., когда образование первого музея России Кунсткамеры (1714) предшествовало учреждению Санкт-Петербургской академии наук и искусств (1724), так и основание Военно-медицинского музея предшествовало созданию в 1944 г. Академии медицинских наук СССР.
К январю 1942 года военно-медицинская служба располагала значительным опытом деятельности в сложнейших условиях Великой Отечественной войны. Медицинским сообществом неоднократно высказывалось мнение о необходимости сохранения материалов периода текущей войны, а также сбора и обобщения информации о работе медицинской службы, в том числе иностранных армий, в прошлых войнах. В своей книге «Война и военная медицина» начальник Главного военно-санитарного управления Красной армии Е. И. Смирнов (1941—1945) писал: «Во время Московской битвы возникла мысль приступить к созданию Военно-медицинского музея, экспонаты которого отражали бы многогранную деятельность многочисленных медицинских учреждений». Живую заинтересованность в организации задуманного музея-архива проявили В. Н. Шевкуненко, А. Н. Максименков, В. Н. Шамов и ряд других ученых и организаторов.
Следующим этапом на пути создания музея стало прошедшее в октябре 1942 года совещание, в ходе которого А. Н. Максименков представил доклад о структуре будущего музея. Согласно одобренной участниками совещания структуре, в состав музея входили 11 отделов: библиотека, секретный, исторический, организации военно-медицинской службы, санитарно-тактический, санитарно-эпидемиологический, эвакуации и сортировки, лечения раненых и больных, патологоанатомический, трудоустройства инвалидов войны, а также статистический отдел.
12 ноября 1942 года начальник Главного военно-санитарного управления Е. И. Смирнов утвердил структуру музея, включив в неё 6 новых отделов: санитарно-химической защиты, военно-врачебной экспертизы, лечебно-профилактического обеспечения воздушных сил, обороны Ленинграда, Севастополя и Сталинграда. Этот день, 12 ноября 1942 года, считается датой основания Военно-медицинского музея.
Первой площадкой музея стали помещения Научно-исследовательского испытательного санитарного института Красной Армии по адресу г. Москва, Краснокурсантский пер., 7.

### Московский период (1942—1944)
С момента создания Военно-медицинского музея его начальник А. Н. Максименков развернул активную деятельность по подготовке первой экспозиции. Для этого из Главного военно-санитарного управления были разосланы соответствующие циркуляры начальникам санитарных управлений фронтов, санитарных отделов армий, отдельных учреждений, в которых предписывалось выделить компетентных лиц для сбора и отправки материалов в адрес музея.
Одновременно начальнику отдела печати Главного политического управления было направлено обращение о передаче в музей фотографий, статей и заметок о работе медицинской службы армии. К этой же работе были привлечены редакторы и фотографы фронтовых и армейских газет.
Кроме того, с конца 1943 года и до завершения войны штатные сотрудники музея — фотографы, художники, патологоанатомы — в составе фронтовых бригад были командированы на Донской, Воронежский и Ленинградский фронты для сбора и отправки в Москву медицинских документов, патологоанатомических препаратов, рисунков, фотографий, макетов, диаграмм, схем и других музейных материалов. Следуя с медицинской службой фронта, бригады становились свидетелями, а иногда и участниками операций.
Так, в ходе пребывания на 1-м Белорусском фронте бригады под руководством сотрудника Военно-медицинского музея, майора медицинской службы С. Л. Рогачевского в апреле-мае 1945 года было создано более 100 этюдов и рисунков, сделано более 1100 фотоснимков, подготовлен отчет, иллюстрирующий события, предшествовавшие победе Красной армии. Вскоре стало очевидно, что вся коллекция нового музея не сможет разместиться в помещениях Научно-исследовательского испытательного санитарного института Красной Армии, поэтому были дополнительно выделены площади в школьном здании по адресу г. Москва, Большой Козловский пер., 6.
Первая экспозиция Военно-медицинского музея была открыта 26 апреля 1943 г. В отдельных помещениях были развернуты выставки Карельского и Волховского фронтов, а также санитарного отдела Московского военного округа. Остальные комнаты и коридоры были отведены хирургическому, патологоанатомическому, организационному отделам и отделу эвакогоспиталей и медицинского снабжения.
В августе 1943 г. музей был переведен в новое помещение по адресу ул. Стопани, дом 7, в здание школы, временно занятое госпиталем. В 1943 году на сотрудников музея была возложена миссия создания на базе музея Военно-санитарного управления Ленинградского фронта самостоятельного филиала Военно-медицинского музея. Музей ВСУ Ленинградского фронта создавался в трудные дни блокады и размещался в Доме санитарного просвещения на ул. Ракова, 25 (ныне — Итальянская ул.). Предстояло преобразовать ленинградскую экспозицию в отдел Военно-медицинского музея, названный «Медицинское обеспечение обороны Ленинграда».

### Переезд в Ленинград (1944)
Как только была снята блокада Ленинграда, и восстановилось нормальное движение по Октябрьской железной дороге, коллектив музея начал готовиться к перебазированию в Ленинград. Благодаря настойчивым действиям А. Н. Максименкова к лету 1944 г. удалось добиться решения о предоставлении музею комплекса зданий на территории бывшего лейб-гвардии Семеновского полка. В дополнение к имеющимся помещениям на ул. Ракова были выделены корпуса Военно-медицинского училища на Лазаретном переулке, а для приема и размещения документов, а также организации временного общежития для сотрудников музея — помещения на Рузовской ул. Все здания требовали серьёзного ремонта, а корпус на Лазаретном переулке нуждался в капитальной перестройке. Проект ремонтно-восстановительных работ был утвержден и для его осуществления ассигновали вначале 3, а затем 4,5 млн рублей.
Архитектурным проектом здания на Лазаретном переулке занялся Борис Николаевич Журавлёв, чрезвычайно заинтересовавшийся возможностью превратить бывшее здание казарменного типа в один из достопримечательных объектов города. Трехэтажное здание было построено в 1799 году по проекту архитектора Ф. И. Демерцова для лазарета лейб-гвардии Семеновского полка. Оно было выдержано в строгом стиле, лишь центральный вход был выделен полуколоннами. Б. Н. Журавлёв значительно переработал фасад здания, придав ему торжественный и парадный вид. Над вторым этажом между полуколоннами портика появились скульптурные портреты корифеев отечественной медицины — Н. И. Пирогова, С. П. Боткина, И. П. Павлова, З. П. Соловьева и Н. Н. Бурденко, а выше, над колоннами, надпись «Военно-медицинский музей». До окончания ремонтно-реставрационных работ в здании на Лазаретном переулке, Военно-медицинский музей находился в административном корпусе на Введенском канале — четырёхэтажном вместительном доме, построенном во второй половине 1930-х годов.
Экспозиционные залы Военно-медицинского музея на Лазаретном пер. были открыты 25 сентября 1951 года приказом Военного министра Союза ССР Маршала Советского Союза А. М. Василевского.
Первый этаж экспозиции (12 залов) был посвящен отечественной военной медицине от её зарождения до начала Великой Отечественной войны. Здесь нашли отражение организация медицинского обеспечения русской армии в периоды войн XVIII-XX веков, а также развитие советской военной медицины до 1941 года. Отдельный зал содержал материалы, относящиеся к жизни и деятельности Н. И. Пирогова: его инструменты, одежду, награды, личные документы, прижизненные издания, рукописи, в том числе и знаменитый «Дневник старого врача».
Экспозиция второго этажа (15 залов и галерея) освещала организацию медицинского обеспечения боевых действий Советской Армии и годы Великой Отечественной войны. Этот раздел был особенно богат и мог действительно являться незаменимой учебной базой не только для преподавателей и слушателей Военно-медицинской академии и медицинских институтов, но и для всех интересующихся организацией медицинской помощи во время войны.
На третьем этаже (11 залов и галерея) можно было подробно ознакомиться с методами предупреждения заболеваний, осложнений, а также лечением больных и раненых и достижениями военной медицины за годы Великой Отечественной войны. Открытие экспозиции музея стало событием в жизни города, посетители давали музею самую высокую оценку. Одна из первых записей в книге отзывов гласила: «Музей можно с правом называть медицинским Эрмитажем».

### Музей в 1950—1980-е годы
В 1947 г. начал работать Ученый совет музея. С 1947 г. на базе музея стало функционировать Ленинградское общество историков медицины (в настоящее время — Региональная общественная организация «Санкт-Петербургское научное общество историков медицины»). Экспозиция музея постоянно перерабатывалась и пополнялась новыми актуальными разделами. Так в 1955 году была открыта постоянная выставка «Лучевая болезнь», в 1956 году — раздел экспозиции «Жизнь и деятельность И. П. Павлова», в 1959 году — «Защита от средств массового поражения», в 1961 году — «Медицинские работники — Герои Советского Союза», в 1962 году — «Медицинское обеспечение полетов в космос» и др.
В 1952 году был издан первый том «Трудов военно-медицинского музея» и организованы производственные мастерские по изготовлению наглядных пособий. В 1954 году на киностудии музея был создан первый цветной учебный фильм. 4 июня 1958 года директивой зам. Главкома сухопутных войск в составе музея организован Архив военно-медицинских документов. В 1959 году музей стал участником I Конгресса военных музеев, на котором была создана Международная ассоциация музеев оружия и военной истории (ИАМАМ, ИКОМАМ).
Число посетителей Военно-медицинского музея с каждым годом возрастало.
В 1982 году экспозиционный корпус музея (Лазаретный пер., 2) был выведен на реконструкцию. Пришлось резко ограничить число посетителей, а затем оставить для экскурсий только некоторые залы, которые служили для занятий курсантов и слушателей Военно-медицинской академии. Крупногабаритные экспонаты, большую часть мебели и выставочного оборудования перенесли в сооруженные на территории внутреннего двора ангары.
До настоящего момента экспозиционный корпус музея законсервирован, для экспозиции используются помещения административного корпуса музея (Введенский канал, 6).

### Музей с 1990-х годов по настоящее время
В 2001 г. в административном здании музея была открыта экспозиция «Медицина России и Санкт-Петербурга». Она была развернута в 14 залах, 2 галереях и часовне, где по старой полковой традиции разместилась музейная экспозиция «Памяти лейб-гвардии Семеновского полка».
Музей приобрел статус Федерального государственного бюджетного учреждения культуры и искусства Министерства обороны Российской Федерации.
Были реализованы крупные международные выставочные проекты: «Мировая война 1914—1918 гг.: Опыт — Воспоминание — Память», «Гитлер и немцы» в Немецком историческом музее, «Блокада Ленинграда 1941—1944 гг. Досье», в Музее Берлин-Карлсхорст, «Джозеф Байерли. Герой двух наций» в Государственном Русском музее и др. В музее был развернут ряд крупных выставок: «Вместе мы сильны», посвященная 65-летию Победы во Второй мировой войне, объединению усилий СССР, США, Великобритании и Франции на благо общей цели; «Между жизнью и смертью», посвященная узникам нацистских лагерей. «Медицина высоты», посвященная 50-летию первого полета человека в космос, «Н. Н. Бурденко. Войны XX века глазами хирурга», «Щи да каша — пища наша», посвященная истории питания военнослужащих в Российской армии, выставка «С днем рождения, Медицинский Эрмитаж!» и др. В 2018 году на базе Военно-медицинского музея был открыт воссозданный «Музей Н. И. Пирогова». В 2020 г. — «Музей памяти жертв нацизма», «Музей военно-медицинской службы Красной армии», «Музей локальных войн и вооруженных конфликтов ХХ — ХХI вв.».
Военно-медицинский музей — постоянный участник Всероссийского музейного фестиваля «Интермузей». Музей был награждён дипломом «За лучшую экспозицию на фестивале» (2005) и дипломом «За пропаганду исторического наследия и вклад в патриотическое воспитание населения» (2006). За успехи в экспозиционной деятельности и проект "Интерактивно-информационная зона Военно-медицинского музея «Анатомический театр» музей был награждён дипломом Премии Межведомственного музейного совета «Музейный Олимп-2009» Комитета по культуре Правительства Санкт-Петербурга в номинации «Инновация в музее». В 2018 году музей был снова удостоен звания лауреата конкурса «Музейный Олимп» в номинации «Музей — детям», а также получил Пироговскую премию Национального медико-хирургического центра имени Пирогова. В 2019 году почетным дипломом конкурса «Музейный Олимп» в номинации «Экспозиция года» был награждён возрожденный «Музей Н. И. Пирогова», а в номинации «Выставка года» — проект «Боль твоя в моем сердце, Вьетнам. Помощь советских военных медиков братскому народу». Также музей регулярно принимает участие в международной акции «Ночь музеев», представляя актуальные интерактивные проекты.
Современный этап работы Военно-медицинского музея характеризуется решением новых задач. В 2017 г. был запущен проект «Школа здорового образа жизни», в рамках которого гости музея получают полную актуальную информацию о профилактике заболеваний в ходе лекций от сотрудников учреждений здравоохранения и медицинских центров.
В 2018 г. совместно с Военным комиссариатом г. Санкт-Петербурга началась реализация проекта «Школа здорового призывника». В рамках проекта сотрудники Военно-медицинского музея выступают с лекциями для призывников, посвященными истории военной медицины России, героизму медицинских работников в годы войны и мира, славным страницам истории Отечества, а также профилактике различных заболеваний и оказанию первой помощи. Для будущих воинов развернуты выставки «История военной медицины России» и «Военная медицина в битве за Ленинград».
Кроме того, в Военно-медицинском музее действует Центр музейно-патриотического воспитания. Музейные уроки и патриотические занятия рассчитаны на различные возрастные группы (от 3 до 18 лет) и охватывают широкий спектр тем: военно-патриотическое воспитание («Блокадная елка», цикл «И помнит мир спасенный…», квест «Дойти до Берлина» и др.), здоровый образ жизни и навыки оказания первой помощи («Веселые приключения скелета», «Занимательная гигиена», «Занимательная медицина» и др.), история Отечества и медицины («Разум или сердце? Неразрешимый вопрос!», «Дело ведет доктор Ватсон» и др.). Регулярно совместно с профильными организациями и учреждениями проводятся тематические недели, посвященные памятным датам военной истории и патриотическому воспитанию молодого поколения.
С августа 2018 года в музее еженедельно проходит музейное представление «Вечер Анатомического театра». В ходе иммерсивного шоу зрители примеряют на себя роли жителей средневекового города — аристократов, священников, профессоров медицины или студентов-медиков, художников или простых горожан, присутствующих на публичном вскрытии. На представлении используются материалы из коллекции Военно-медицинского музея, в том числе натуралистичная модель человеческого тела, изготовленная для съемок фильма Алексея Балабанова «Морфий» (2008 г.), снятого по мотивам цикла рассказов Михаила Булгакова «Записки юного врача».
Особое внимание музей уделяет созданию мультимедийных проектов, в их числе — видеожурнал «Шедевры военной медицины», объединивший видеоролики, посвященные популяризации музейного собрания. Музей целенаправленно знакомит посетителей сайта и социальных сетей с выставками, музейными предметами из фондов, новыми поступлениями, с занятиями музейно-патриотической направленности, связанными с событиями Великой Отечественной войны, предназначенными для детей, школьников, семейной аудитории. Кроме того, музей присоединился к акции «Дороги Памяти» и собирает данные об участниках Великой Отечественной войны.

### Руководители музея
- 1943—1952 — Алексей Николаевич Максименков, генерал-майор медицинской службы, член-корреспондент РАМН, доктор медицинских наук, профессор, лауреат Государственной премии. Заслуженный деятель науки РСФСР.
- 1952—1956 — Виктор Филиппович Петров, генерал-майор медицинской службы.
- 1956—1958 — Николай Григорьевич Коваленко, генерал-майор медицинской службы.
- 1958—1968 — Пётр Игнатьевич Кактыш, полковник медицинской службы.
- 1969—1976 — Владимир Иванович Макаров, полковник медицинской службы.
- 1976—1981 — Николай Владимирович Сафонов, полковник медицинской службы.
- 1981—1990 — Вадим Михайлович Варламов, полковник медицинской службы, кандидат медицинских наук, доцент.
- 1990—1998 — Валентин Сергеевич Крутов, полковник медицинской службы, кандидат медицинских наук, заслуженный врач РСФСР, председатель Ленинградского (Санкт-Петербургского) научного общества историков медицины.
- 1998 — настоящее время — Анатолий Андреевич Будко, полковник медицинской службы в отставке, доктор медицинских наук, профессор, заслуженный врач Российской Федерации, Заслуженный работник культуры Российской Федерации, председатель Санкт-Петербургского научного общества историков медицины.

### Архитектура здания музея
Здание музея является памятником архитектуры конца XVIII века. Музей расположен в историческом центре Санкт-Петербурга на территории Семёновской слободы в зданиях бывшего Семёновско-Александровского военного госпиталя лейб-гвардии Семёновского полка — одного из лучших лечебных учреждений XIX века. Здание госпиталя построено в 1799 году на средства тогдашнего наследника престола Александра Павловича архитектором Ф. И. Демерцовым. Было перестроено специально для музея в 1944—1945 годах. Реконструировано в 1946—1951 годах по проекту архитекторов Б. Н. Журавлёва и И. М. Чайко. На фасаде, выходящем на Лазаретный переулок, между колоннами установлены скульптурные портреты выдающихся деятелей отечественной медицины: Н. И. Пирогова, С. П. Боткина, И. П. Павлова, 3. П. Соловьева, Н. Н. Бурденко.

## Коллекция
По богатству фондов, отображающих развитие медицины и деятельность её выдающихся представителей, музей является одним из крупнейших в мире. Архив музея содержит более 200 тыс. единиц хранения. Среди них коллекции произведений живописи, лекарственных средств, медицинских инструментов, формы одежды военных медиков, медицинские книги, документы, фотографии, персональные фонды видных деятелей медицины.

### Книги и документы
Среди экспонатов редкие старые книги, например, изданный в Париже в 1607 году трактат известного французского хирурга XVII века Амбруаза Паре о лечении огнестрельных ран. Представлены также пертинентные государственные документы, например, Указ Петра Первого Об устройстве медицинской части в войсках (1706).

### Живопись

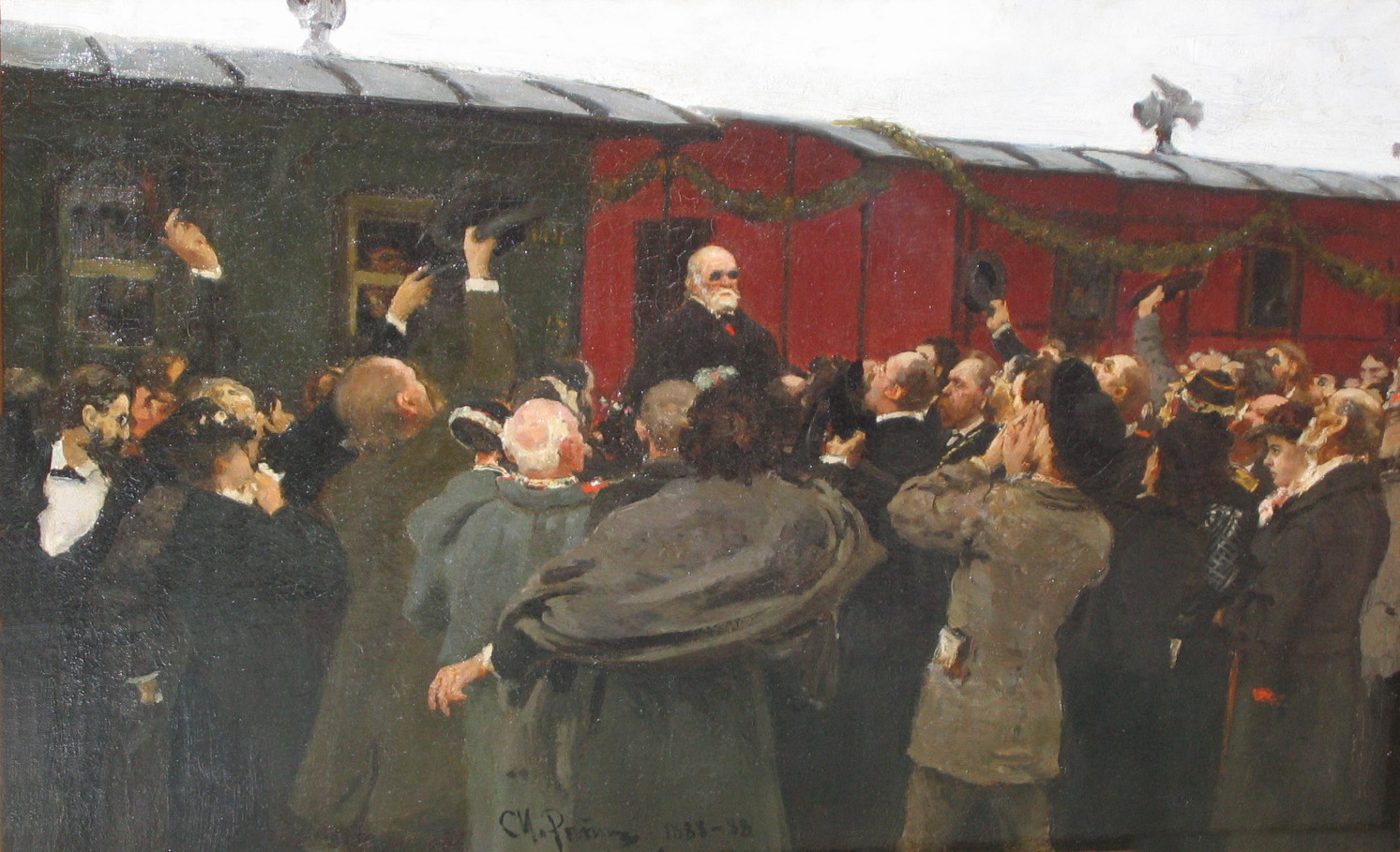
Эскиз художника И. Е. Репина к его картине «Приезд Николая Ивановича Пирогова в Москву на юбилей по поводу 50-летия его научной деятельности» (1881). Военно-медицинский музей, Санкт-Петербург, Россия

В музее есть тематическая коллекция произведений искусства, в том числе картина Ильи Репина «Приезд Николая Ивановича Пирогова в Москву на юбилей по поводу 50-летия его научной деятельности» (1881).
Это последнее прижизненное изображение Николая Пирогова.
Также выставлена картина Алексея Вепхвадзе Смертельное ранение генерала Багратиона на Бородинском поле (1948 г.), на которой запечатлен момент оказания первой медицинской помощи Петру Багратиону.

### Медицинские инструменты
В музее выставлена обширная коллекция медицинских инструментов прошлого.

## Экспозиция
Открытие 10 декабря 2001 года новой экспозиции «Медицина России и Санкт-Петербурга» было приурочено к 300-летию Санкт-Петербурга и 60-летию со дня образования Военно-медицинского музея.
Экспозиция музея развернута в 12 залах, 2-х галереях и часовне, где разместилась музейная экспозиция «Памяти лейб-гвардии Семеновского полка». Экспозиция отражает историю развития российской медицины и военно-медицинской службы.
В залах музея представлены подлинные архивные документы, редкие фотографии, книги, произведения живописи и скульптуры, наборы медицинских инструментов и госпитальная утварь, модели и макеты, личные вещи Н. И. Пирогова, С. П. Боткина и других выдающихся медиков.
Совместно с Музеем железных дорог России Военно-медицинский музей осуществляет выставочный проект «Поезда милосердия», посвящённый истории военно-санитарных поездов, первая часть которого началась в день 76-летия полного освобождения Ленинграда от блокады открытием в Музее железных дорог России вагона пригородного сообщения Ок № 3906 (производства Ленинградского вагоностроительного завода им. И. Е. Егорова). В военное время такие вагоны были переоборудованы для перевозки раненых в составе военно-санитарного поезда. Также представлен станок для перевозки тяжелораненых и больных конструкции НИИСИ-42 (назван по Научно-исследовательскому испытательному санитарному институту Красной Армии); подобные станки устанавливались в вагонах санитарных поездов.
В декабре 2018 года при поддержке Президента Национального медико-хирургического Центра имени Н. И. Пирогова академика Ю. Л. Шевченко и медицинской общественности, открыл двери Музея Н. И. Пирогова, став преемником первого в России музея Н. И. Пирогова (1897). Выдающуюся роль в сохранении наследия Н. И. Пирогова сыграл первый начальник Военно-медицинского музея, генерал-майор медицинской службы, член-корреспондент Академии медицинских наук СССР, знаток жизни и творчества Н. И. Пирогова — А. Н. Максименков. Благодаря его усилиям большинство подлинных вещей и сохранившихся рукописей великого врача России вошло в собрание Военно-медицинского музея, что и позволило воссоздать Пироговский музей.
6 февраля 2020 года открылась выставка «Лица Победы», на которой представлены малоизвестные скульптурные портреты выдающихся врачей военного времени — Н. Н. Бурденко, М. Н. Ахутина, И. И. Джанелидзе и др..
26 февраля 2020 года планируется открытие отдельного подразделения Военно-медицинского музея — Музея памяти жертв нацизма.

## Научная и общественная деятельность

### Архив
Важной составной частью музея является архив военно-медицинских документов. Архив содержит ценные документы о деятельности медицинской службы в XX веке и состоит из более чем 60 млн единиц хранения. В их числе документы индивидуального и группового медицинского учёта военнослужащих, включая истории болезни всех раненых и больных военнослужащих времен Второй мировой войны и последующих войн и локальных военных конфликтов. Сотрудники музея смогли собрать документально подтвержденные данные на более чем 1 миллион граждан бывшего Советского Союза для Книги Памяти погибших и умерших в годы Великой Отечественной войны (1941—1945). Благодаря архиву более 8 миллионов граждан России подтвердили свой статус участника, ветерана или инвалида боевых действий.
Кроме того, в архиве музея хранятся медицинские документы на полмиллиона иностранных граждан более 40 национальностей. Среди них австрийцы, американцы, итальянцы, немцы, французы, югославы, японцы. По запросам правительств иностранных государств за последние годы в этом сегменте архива были обнаружены медицинские документы на более чем 100 тысяч участников Второй мировой войны, ранее числившихся без вести пропавшими.

### Исследования по истории медицины

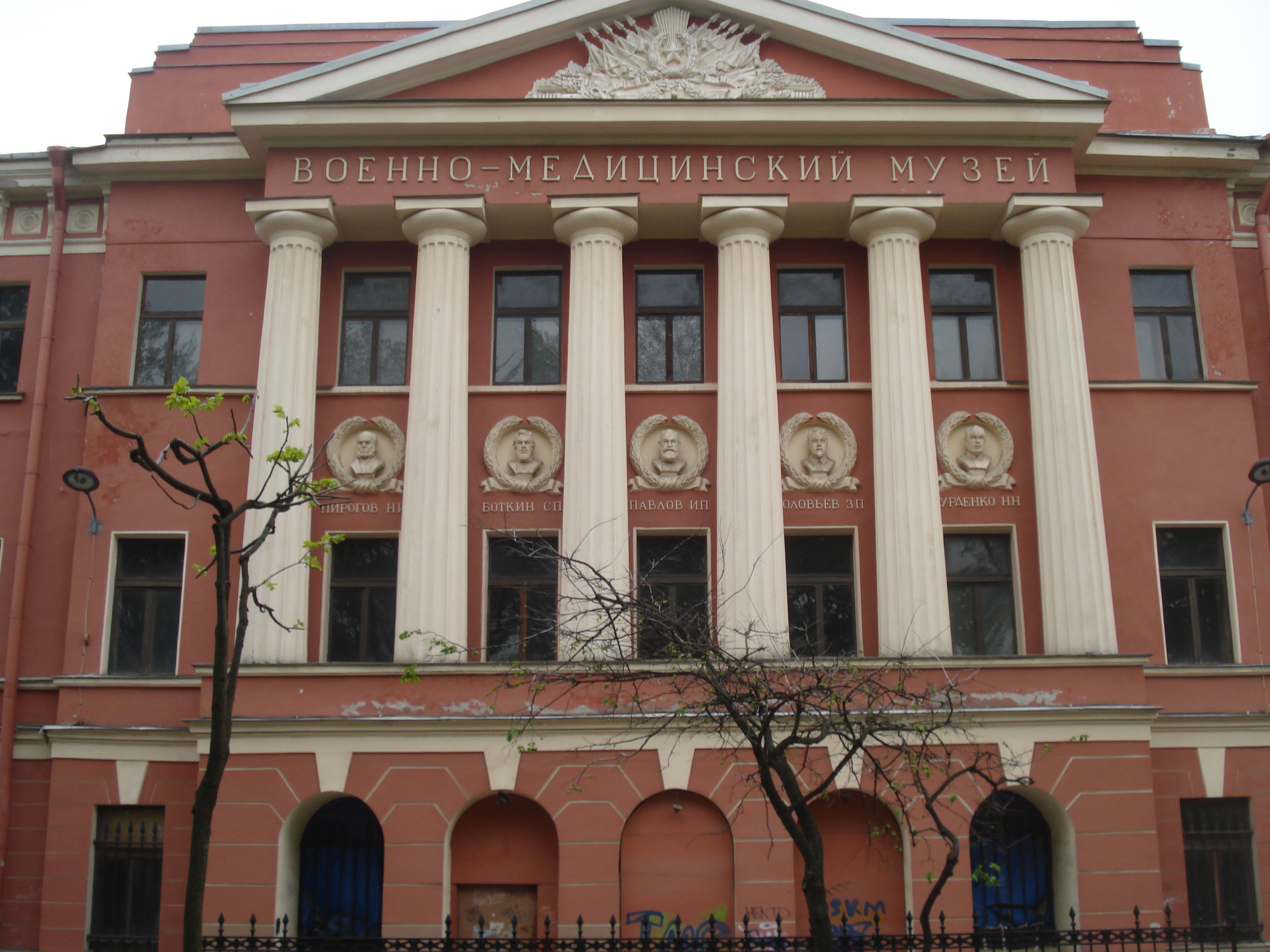

Музей — многофункциональное учреждение, однако с первых дней его существования научно-исследовательская работа стала определяющей в деятельности многих его подразделений. Это целиком отвечало замыслу его основателей, которые видели в нём, прежде всего, научно-исследовательское учреждение с широким кругом изучаемых проблем. Профиль музея как научного учреждения отразился и в наименованиях его отделов, которые уже в 1943 г. именовались «научно-исследовательскими».
Полностью на документальном материале из фондов музея разработан и издан ряд фундаментальных научных трудов, историко-медицинских исследований, мемуаров, в которых обобщен богатейший и уникальный опыт, полученный в годы войн всей советской медициной, что придает особую значимость данным трудам. В их числе 35-ти томный труд «Опыт Советской медицины в Великой Отечественной войне 1941—1945 гг.», созданный на базе и материалах Музея при координации Главного военно-медицинского управления Министерства обороны РФ и непосредственном участии ученых Академии медицинских наук СССР, Военно-медицинской академии им. С. М. Кирова и других учреждений.
С использованием документов из фондов Музея подготовлено и защищено много диссертационных работ на соискание ученых степеней кандидатов и докторов наук, выполнено свыше 5 тыс. научных исследований, опубликовано в периодической печати более 20 тыс. статей, обзоров, издано более 400 монографий и книг.
Материалы музея широко использовались при подготовке 6-томного «Энциклопедического словаря военной медицины» и других трудов. Полностью на документальном материале из фондов музея разработан и издан ряд широко известных в России и за рубежом военно-исторических трудов: Е. И. Смирнов «Война и военная медицина», монография коллектива авторов под редакцией А. С. Георгиевского и Д. Д. Кувшинского «Очерки истории советской военной медицины», Н. Г. Иванов, А. С. Георгиевский, О. С. Лобастов «Советское здравоохранение и военная медицина в Великой Отечественной войне 1941—1945 гг.», «Медицинское обеспечение Советской Армии в операциях Великой Отечественной войны 1941—1945 гг.» под редакцией Э. А. Нечаева (в двух томах), «Госпитальная база тыла страны в годы Великой Отечественной войны» (многотомный труд), «Становление и развитие отечественной военно-морской медицины», «История отечественной военно-морской медицины в датах и фактах» В. В. Сосина, «Главные победы военных врачей. Военные врачи в годы Великой Отечественной войны 1941—1945 гг.: краткий историко-биографический справочник» под общ. ред. А. А. Будко, «Военная медицина Российской империи в Отечественной войне 1812 г. и заграничных походах 1813—1814 гг.», «История медицины Санкт-Петербурга» (в двух томах), «История военной медицины России» (в четырёх томах) и др.
Результаты масштабной научно-исследовательской работы музея активно используются в экспозиционно-выставочной работе.

### Музейно-патриотическая работа
Для улучшения просветительной работы в войсках, расширения деятельности по патриотическому воспитанию в 1956 году был организован методический кабинет музея. Весной 1962 года, в соответствии с приказом Министра обороны, при музее было создано военно-научное общество, активно проводившее большую патриотическую работу. И сегодня эти традиции не утрачены: сотрудники музея непосредственно участвуют в идеологической и культурно-просветительной работе с солдатами, сержантами, офицерами в воинских частях и на призывных пунктах, демонстрируя мобильные и виртуальные выставки, выступая с лекциями и беседами. Общение с военнослужащими, изучение их запросов позволяет разнообразить формы патриотической работы музея, расширить возможности его участия в морально-политическом и психологическом обеспечении войск.
Музей регулярно принимает участие в военных учениях («Восток-2018», «Центр-2019»), а также Армейских международных играх («АрМИ-2018» и «АрМИ-2019»). На базе Сборного пункта военкомата Санкт-Петербурга музей проводит мероприятия по военно-патриотическому воспитанию призывников, рассказывая в рамках музейных уроков, выставочных проектов об истории военной медицины России, здоровом образе жизни, формируя позитивный образ медика и Вооруженных Сил Российской Федерации. В самом музее был разработан и проводится целый комплекс интерактивных детских программ в рамках военно-патриотического воспитания: цикл занятий «И помнит мир спасенный», «Награда за милосердие», «Блокадная елка», «Стояли со взрослыми рядом», «Ласточки блокадного Ленинграда», квест «Дойти до Берлина» и др.

## Награды музея
Музей удостоен множества наград, наиболее значительными среди которых являются: Благодарность Президента Российской Федерации, дипломы фестиваля «Интермузей», дипломы фестиваля «Музейный Олимп», грамота Совета Межпарламентской ассамблеи государств — участников СНГ, почетный знак «За защиту прав человека» Уполномоченного по правам человека в Российской Федерации, диплом и медаль «За отличие в сфере увековечения памяти погибших защитников Отечества», Пироговская премия, три почётных диплома Законодательного собрания Санкт-Петербурга (2002, 2017 и 2022), дипломы конкурса «Золотой сокол» и др.